# Ferrocarril local Ober-Grafendorf–Gresten
El ferrocarril local Ober-Grafendorf–Gresten, conocido con el nombre coloquial de Krumpe, y más raramente como Grestner Bahn, originariamente fue completamente de vía estrecha, con un ancho de vía de 760 mm (ancho bosnio) en las estribaciones de los Alpes, en la baja Austria. Era un ramal de la vía estrecha del Ferrocarril de Mariazell. La sección de Wieselburg an der Erlauf a Gresten es de vía de ancho estándar, dado que fue remodelada y se utiliza exclusivamente para el transporte de mercancías, estando todavía operativa. El tramo entre Wieselburg y Ruprechtshofen fue cerrado en febrero de 2000, que fue seguido para la ubicación de las secciones Ruprechtshofen–Mank, en diciembre de 2003 y, finalmente, Mank–Ober-grafendorf a diciembre de 2010.
La sección entre Ober-Grafendorf y St. Margarethen funciona los sábados, domingos y festivos como parte de paseos nostálgicos. Aquí se utiliza la locomotora nostálgica Mh.6 y coches de pasajeros antiguos restaurados.

## Historia
Con la inauguración del ferrocarril de la emperatriz Isabel (Kaiserin Elisabeth-bahn) a la década del 1850, el oeste de la Baja Austria recibió su primera línea ferroviaria. Los ramales de la línea en las estribaciones meridionales de los Alpes se construyeron hacia 1877 por los ferrocarriles del suroeste de la Baja Austria (Niederösterreichischen Südwestbahnen) con la construcción del ferrocarril de Leobersdorf, y del ferrocarril del Erlauf. Falló otro desarrollo en la región por la falta de medios financieros, puesto que había un proyecto de ferrocarril de vía ancha entre Melk y Mank.

### La construcción de la primera sección

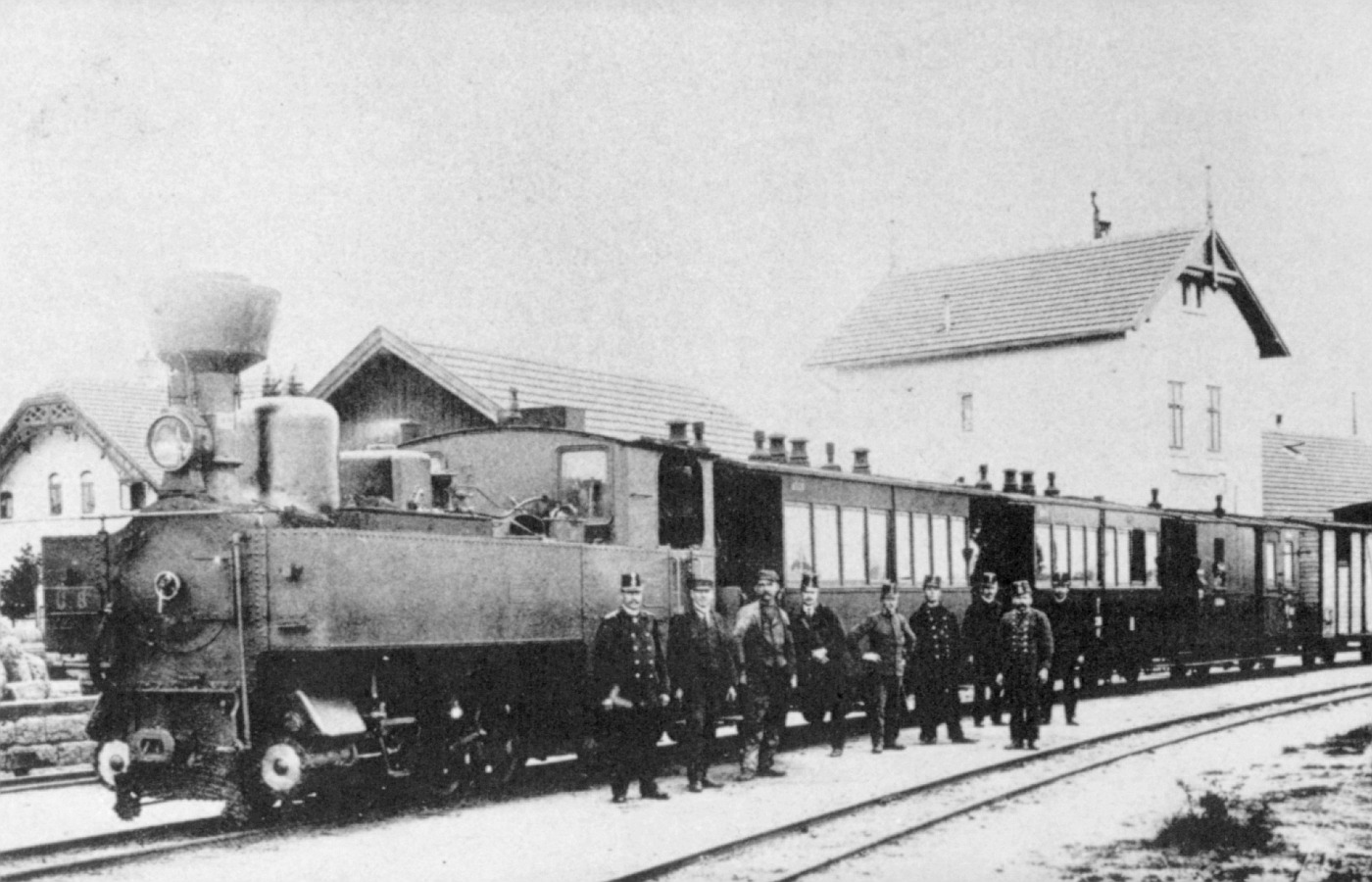
Tren típico del país con una locomotora de la serie U en 1900, aquí se ve en el ferrocarril de vía estrecha de Waldviertler

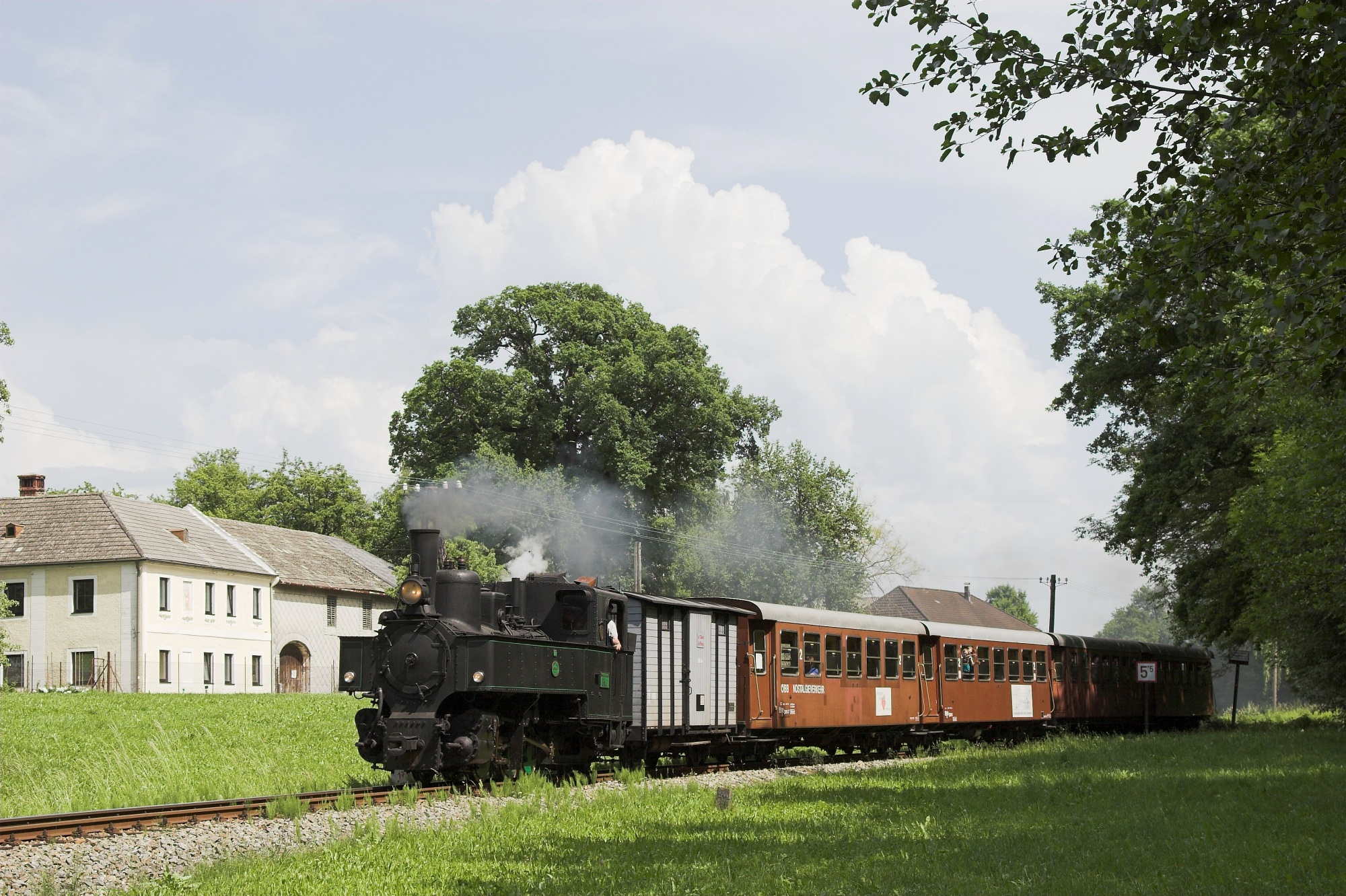
Tren especial con la Bra.1 hacia Mank

En enero de 1895, la ley de trenes de la Baja Austria y la creación de la Oficina de Ferrocarriles del Estado de la Baja Austria, en mayo del mismo año, relacionada con la construcción y financiación de los ferrocarriles locales hizo la construcción y la financiación de los ferrocarriles mucho más fácil. El 6 de febrero de 1895 el parlamento de la Baja Austria decidió la construcción del ferrocarril del valle del Pielach como primera sección del previsto ferrocarril a Mariazell. Este proyecto fue ampliado con una rama de la línea hacia Mank en lugar de la inicialmente deseada vía de ancho normal. La concesión para ambas líneas de ferrocarril se hizo el día 11 de julio de 1896. La construcción del ramal Ober-grafendorf-Mank del ferrocarril del valle del Pielach empezó el septiembre de 1897, después de 13 meses, se completaron los 18 kilómetros del recorrido. El transporte público se inauguró el 27 de julio de 1898 tras recibir la concesión de uso. Hizo la explotación en ambas ramas entre St. Pölten y Kirchberg an der Pielach–Mank la empresa pública Oficina ferroviaria del Estado (Landeseisenbahnamt), que posteriormente se denominó Niederösterreichische Landesbahnen. Desde el comienzo se planificó una extensión a Wieselburg an der Erlauf o Gresten.
En la tracción de los trenes se utilizaron inicialmente las locomotoras de la serie U, con trenes mixtos (trenes de mercancías con transporte de pasajeros) con coches de pasajeros y vagones de mercancías de dos ejes. Solo había programados dos pares de trenes con coches de segunda y tercera clase, que operaban desde Ober-Grafendorf. Los pasajeros hacia y desde St. Pölten tenían que cambiar de tren. Entre 1904 y 1908 también funcionaron los automotores 10-12 por la ruta hacia Mank, con los cuales se podía ampliar la oferta de manera rentable.

### Extensión hacia Ruprechtshofen
En 1901 se presentó una petición por una extensión rápida del ferrocarril de vía estrecha hacia Wieselburg y Gresten al parlamento de la Baja Austria.
Se dio la concesión del siguiente tramo de Mank a Ruprechtshofen el día 1 de junio de 1904. Después de iniciar la construcción en septiembre de 1904, esta sección se completó en julio del año siguiente con una longitud de 8,5 km. El 5 de agosto de 1905, esta sección se abrió conjuntamente con la extensión de la línea del Pielach a la fábrica de Laubenbach solemnemente. En 1909 se introdujo el transporte de vagones de ancho estándar mediante carros portadores (Rollböck).

### El ferrocarril local Ruprechtshofen–Gresten

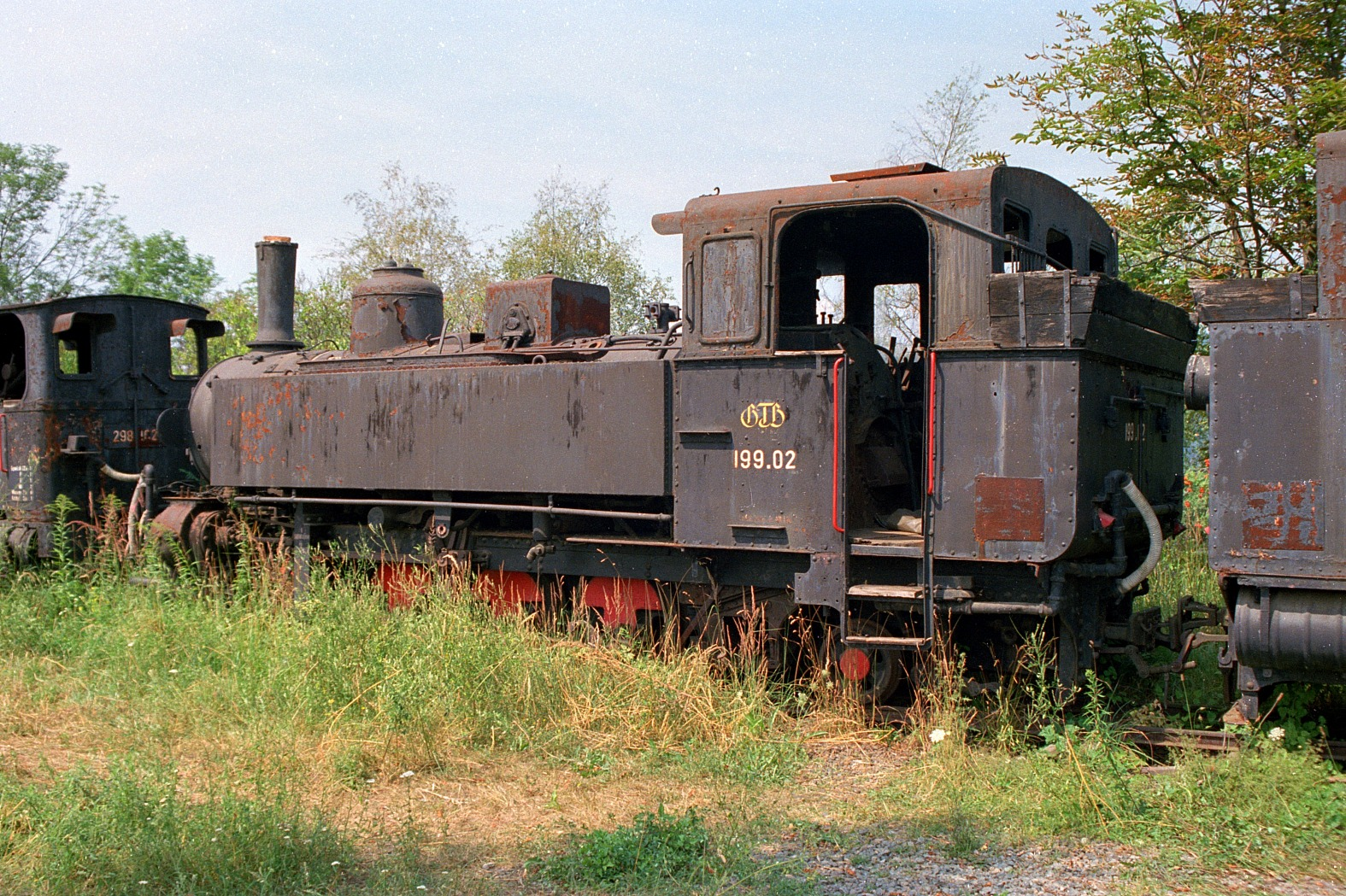
Tres locomotoras de la serie P (ÖBB 199) construidas en 1926 para la extensión hacia Gresten.

Inmediatamente después de la extensión a Ruprechtshofen se inició la planificación para la posterior construcción de la línea hacia Gresten. El 15 de junio de 1908 se dio la pre-concesión para el proyecto, las negociaciones para la construcción se completaron en noviembre de 1909, pero la concesión de los permisos de construcción se retrasó hasta marzo de 1913. En este mismo mes se empezó a trabajar en esta sección más larga del ferrocarril local. Para la superestructura se utilizó material de vía del tren de cercanías de ancho normal del Ferrocarril de Stammerdorf. Sin embargo, después del estallido de la Primera Guerra Mundial, el intercambio ferroviario previsto no se materializó. Cómo que tampoco se disponía de ninguno otro material de vía, el 20 de agosto de 1914 se interrumpieron las obras de la vía estrecha, una vez que se finalizó gran parte de la subestructura y los puentes.
En enero de 1915, se dotó de vía un tramo de aproximadamente un kilómetro de longitud entre la estación de ferrocarril de Wieselburg y Ruprechtshofen y fue utilizado  como vía férrea material para la construcción y suministro de un campo de prisioneros de guerra.  Después de la guerra, el ferrocarril no se acabó por razones económicas; el material existente, como una pasarela de peatones y señales de la estación de Wieselburg se desmantelaron y se utilizaron en otros ferrocarriles. El 3 de octubre de 1924 la concesión fue finalmente retirada.
Con la adquisición del ferrocarriles locales de la Baja Austria por los Ferrocarriles Federales, fue el momento de retomar la obra inacabada. Los esfuerzos para retomar la construcción fueron coronados con éxito consiguiendo financiación a finales de 1925. Las complicaciones de carácter geológico, especialmente en el tramo entre Randegg y Gresten, donde la subestructura no se completó totalmente, provocó retrasos en la construcción y superar los costes estimados. El 15 de abril de 1927, se va a volver a emitir la concesión para el oficialmente designado "ferrocarril local de Ruprechthofen a Gresten". El 29 de junio de 1927 fue primeramente inaugurado el ferrocarril en presencia del presidente federal Michael Hainisch, y al día siguiente se abrió al tráfico general. Así fue como la red de vía estrecha desde St. Pölten se completó con su extensión máxima de 153,9 km. Las extensiones posteriores y variantes de planificación, especialmente una conexión con el ferrocarril del valle de Ybbs, ya no fueron posibles. Para la puesta en marcha de la nueva sección se adquirieron por parte de los Ferrocarriles Federales tres nuevas locomotoras de la serie P y varios vagones de pasajeros y mercancías.

### Introducción de la tracción diésel

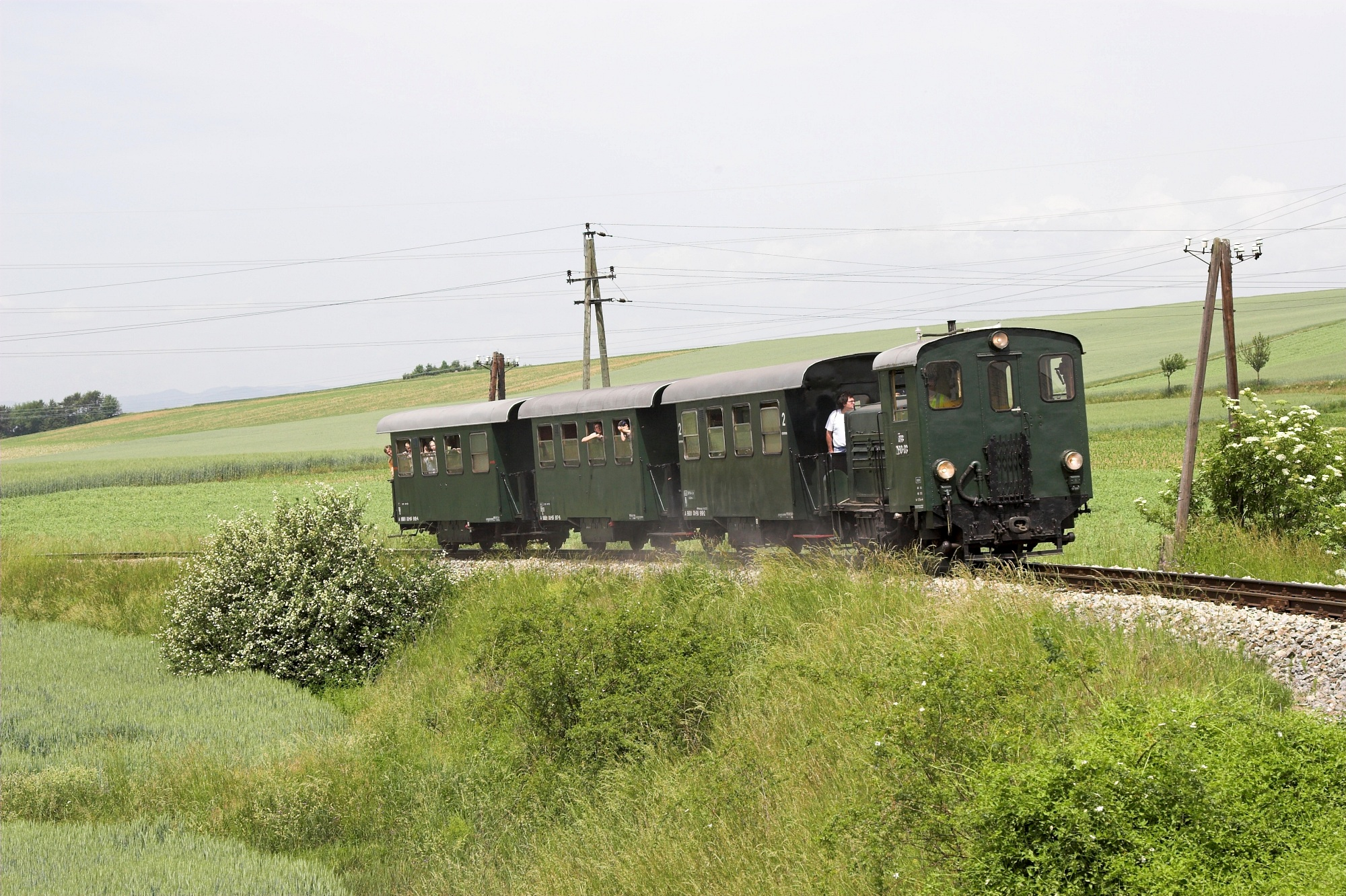
2190.03 remolcando su máxima carga.

El éxito económico no se materializó al principio de la forma deseada. Ya en la década de los años 1930 había pruebas de una primera solicitud de cierre de la línea, que sin embargo fue rechazada por las autoridades competentes en 1937. En un esfuerzo por limitar los costoso mantenimientos del vapor, en 1934 se pusieron en servicio dos locomotoras diésel. Las dos locomotoras, conocidas como ÖBB 2040/s eran de bajo rendimiento y solo podían gestionar las pendientes de la vía férrea local con un máximo de tres coches de pasajeros de dos ejes.
Después de la "Anexión" de 1938 se incorporaron el ferrocarril de Mariazell y el ramal local, como todos los Ferrocarriles austríacos a la Deutsche Reichsbahn. Durante la guerra, en 1945 la Wehrmacht hizo estallar las instalaciones ferroviarias en Ober-Grafendorf.

### Ferrocarriles Federales después de 1945

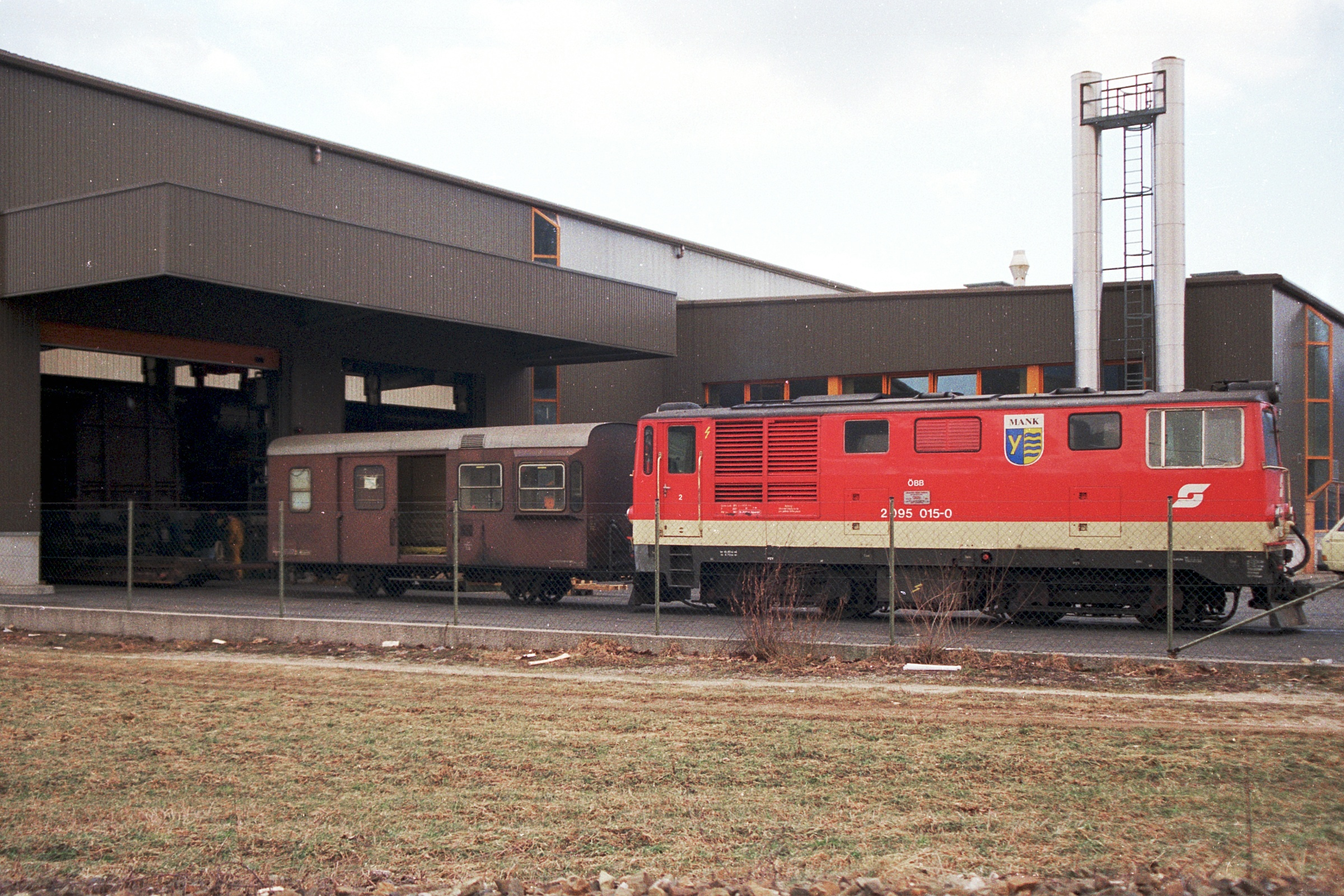
Un tren de mercancías maniobrando en un centro de producción de Gresten, 1991

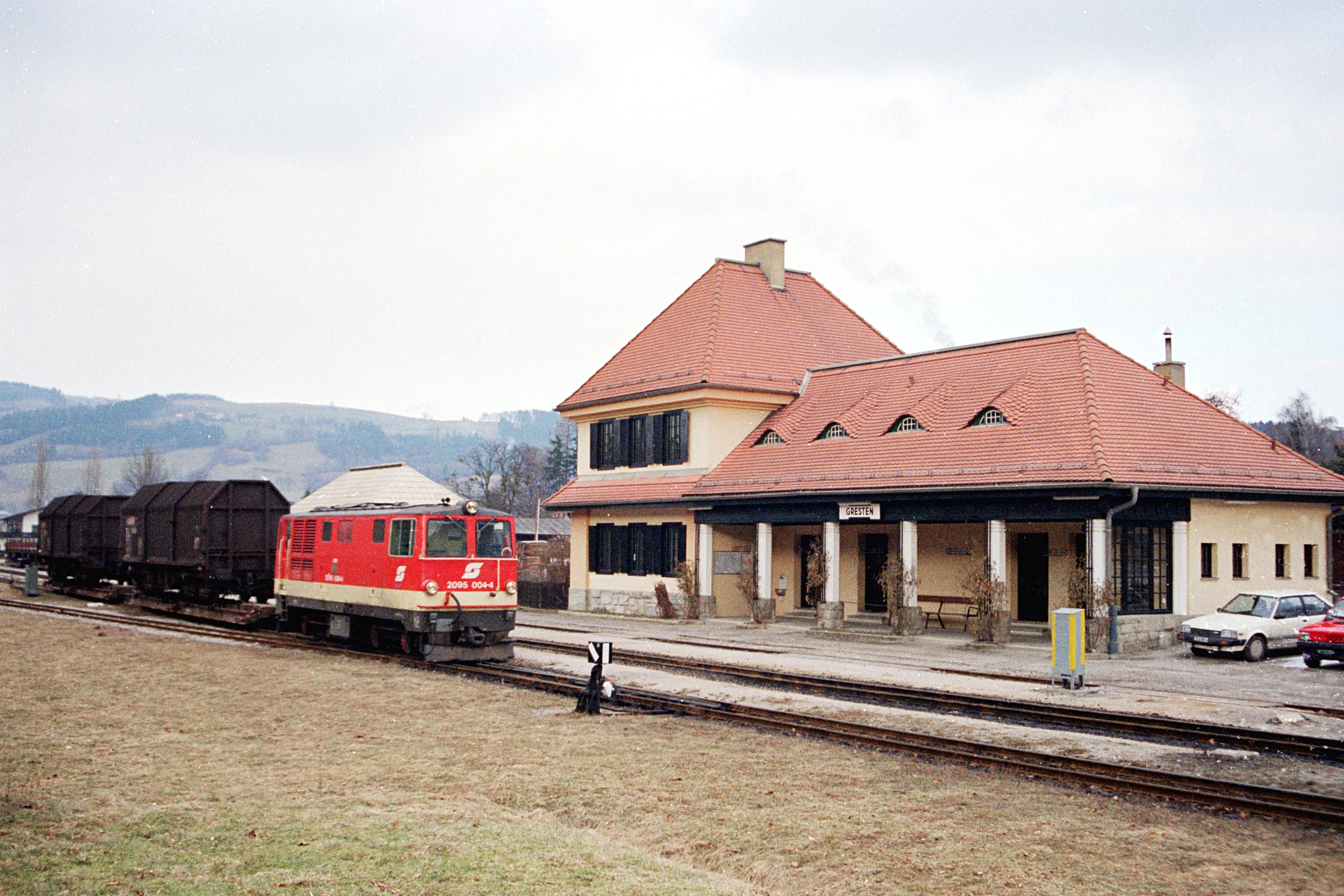
Tren de mercancías en la estación Gresten, 1991

Después de la reparación de los daños de la guerra, en los próximos años se estacionaron varias locomotoras diésel de la serie 2041/s en Ober-Grafendorf. Con estas locomotoras, que eran ligeramente más potentes que las 2040/s (capaces de transportar cuatro vehículos de dos ejes), se reconvirtió la línea mayoritariamente a tracción diésel. Para trenes más largos y tráfico de mercancías pesadas, se mantuvieron indispensables las locomotoras de vapor, las antiguas locomotoras de vapor de montaña del ferrocarril de Mariazell de las series Mh y Mv. En 1953, se introdujo el sistema de numeración vigente hasta hoy en los Ferrocarril Federales Austríacos. Al año siguiente se inició el más extenso programa de modernización de los ferrocarriles de vía estrecha. Entre 1954 y 1957 se colocaron nuevas superestructuras de acero de diseño uniforme sobre los coches de pasajeros. En la década de 1960, algunos coches fueron alargados por la soldadura de los separadores. En la década de 1950, se volvieron a estudiar los planes de conectar la red del ferrocarril de Mariazell con el ferrocarril del valle de Ybbs. Estos planes, que se basaban en un proyecto de los ferrocarriles del Reich alemán de los años 1940, habrían proporcionado la reubicación de un tercer carril a la vía de ferrocarril del valle del Erlauf entre Wieselburg y Kienberg-Gaming.
La adquisición de locomotoras diésel de la serie 2095 finalmente sustituyó la tracción a vapor a principios de los años sesenta. Las dos décadas siguientes estuvieron fuertemente influidas por el éxodo de los pasajeros como consecuencia de la motorización y la tendencia asociada al establecimiento de líneas secundarias. Se omitían ampliamente las inversiones y una nueva modernización de la flota de vehículos. El tráfico de pasajeros se va determinando en gran medida por inversiones y además en gran medida, con la modernización de la flota, el tráfico de pasajeros fue, principalmente escolar y de cercanías. En el transporte de mercancías, sujetas a fuertes fluctuaciones estacionales, era principalmente de productos agrícolas. Algunos cambios sustanciales supusieron en 1985 el establecimiento de una empresa industrial metalúrgica en Gresten, que proporcionó a partir de entonces, como cliente principal del ferrocarril, un fuerte incremento del tráfico de mercancías.
La necesidad de llevar los vagones de bogis y cuatro ejes de mercancías de ancho estándar con carros transportadores hizo reconvertir el transporte en la sección Wieselburg - Gresten con vagones transportadores (rollwagen) de seis ejes, puesto que los carros transportadores utilizados anteriormente eran adecuados para el transporte de vagones de dos ejes. Como consecuencia el tren incrementó el transporte de madera hacia las empresas procesadoras de Randegg y Gresten. En 1987, se  introdujo en el resto de secciones y en el ferrocarril de Mariazell el tráfico con vagones portadores. La tendencia al alza en el transporte de mercancías dio problemas a la empresa. Las potentes locomotoras de la serie 2095 estaban presentes solo en pequeñas cantidades y solo había unas pocas estaciones equipadas con apartaderos para el cruce de trenes. Por esta razón, el tráfico de pasajeros entre Wieselburg y Gresten se llevó a cabo con autobuses de reemplazo desde el 26 de marzo de 1990. El 31 de mayo de 1992 el servicio de pasajeros fue abandonado por completo en esta sección, y en 1993 se implantó el sistema de control de trenes.
El tráfico de pasajeros restante entre Ober-grafendorf y Wieselburg experimentó, con la introducción de NAT91 -un plan de horarios con intervalos a escala nacional del año 1991 – una importante mejora en horarios de servicio entre Ober-grafendorf y Ruprechthofen los días laborables. Sin embargo, debido a la falta de utilización, la oferta se retiró gradualmente en los dos años siguientes. Un paso más hacia la modernización fue, la adquisición y entrega en 1995, de tres automotors diésel de la serie 5090, como sustitución de la antigua serie 2091. En 1997 también se introdujeron operaciones de control de trenes en este tramo de la línea.

### Introducción y ajuste de las subsecciones

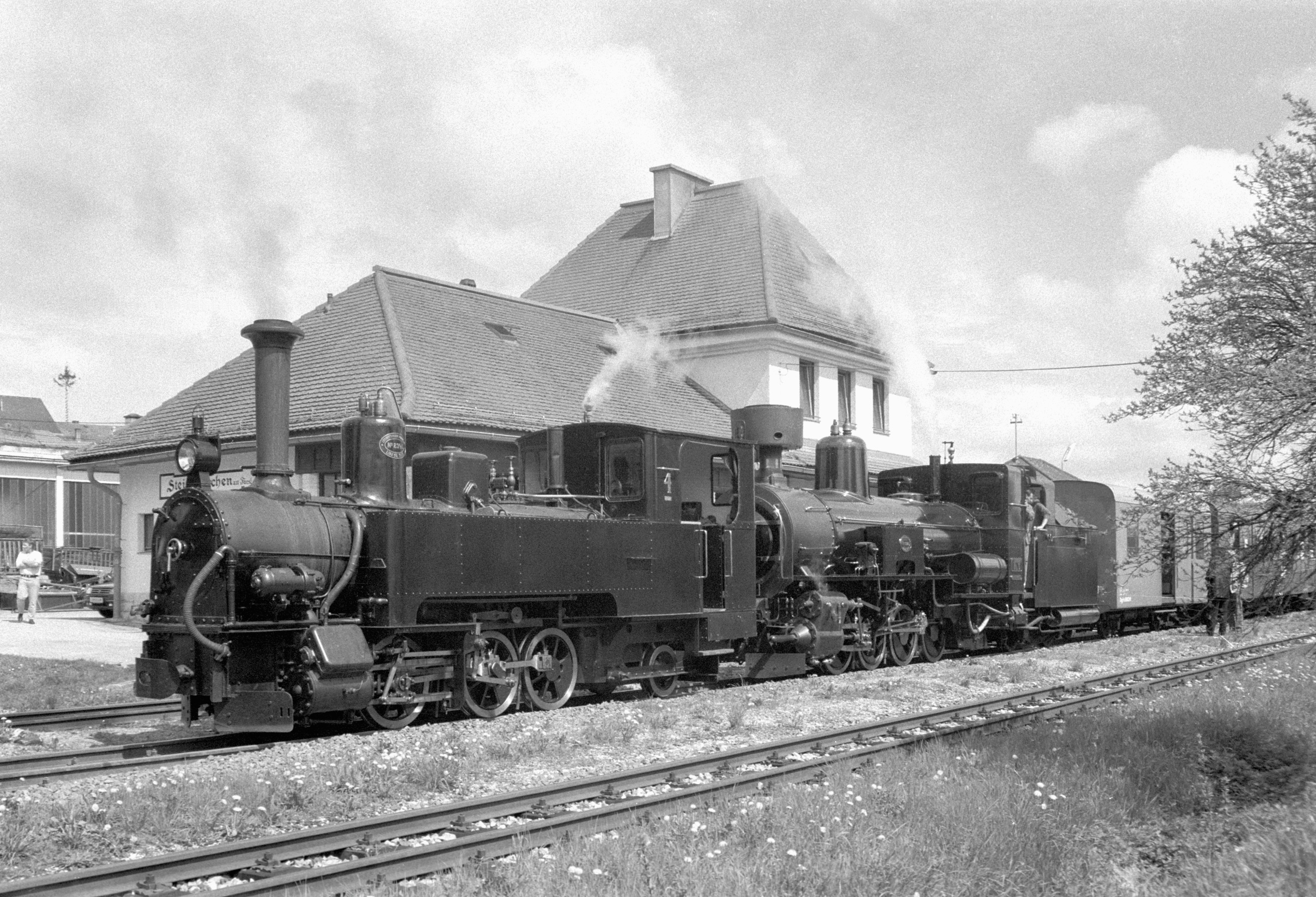
Tren especial nostálgico con la locomotora de vapor 4 de la SKGLB en Steinakirchen am Forst, 1996.

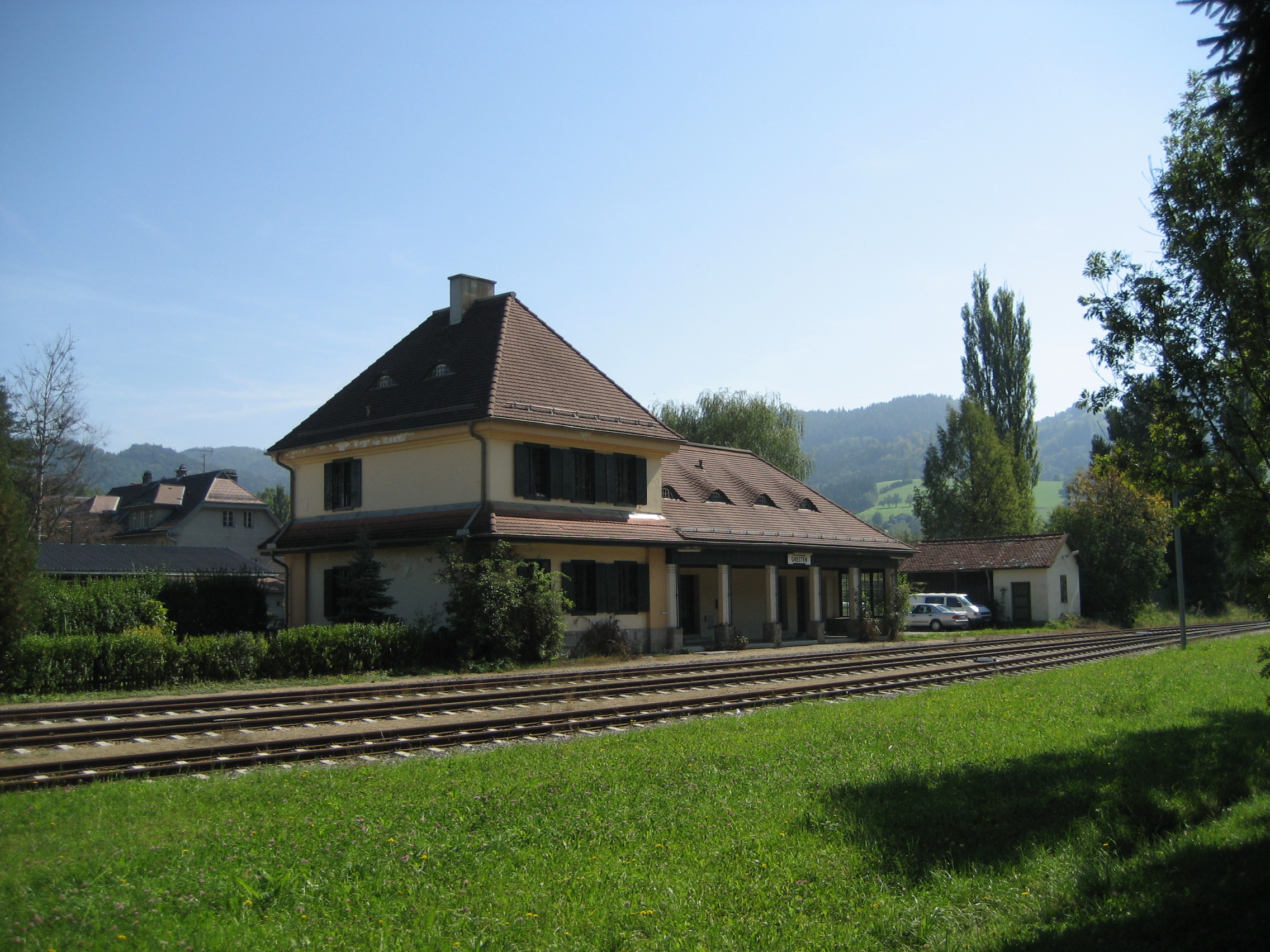
La estación de Gresten con las vías de ferrocarril de ancho estándar.

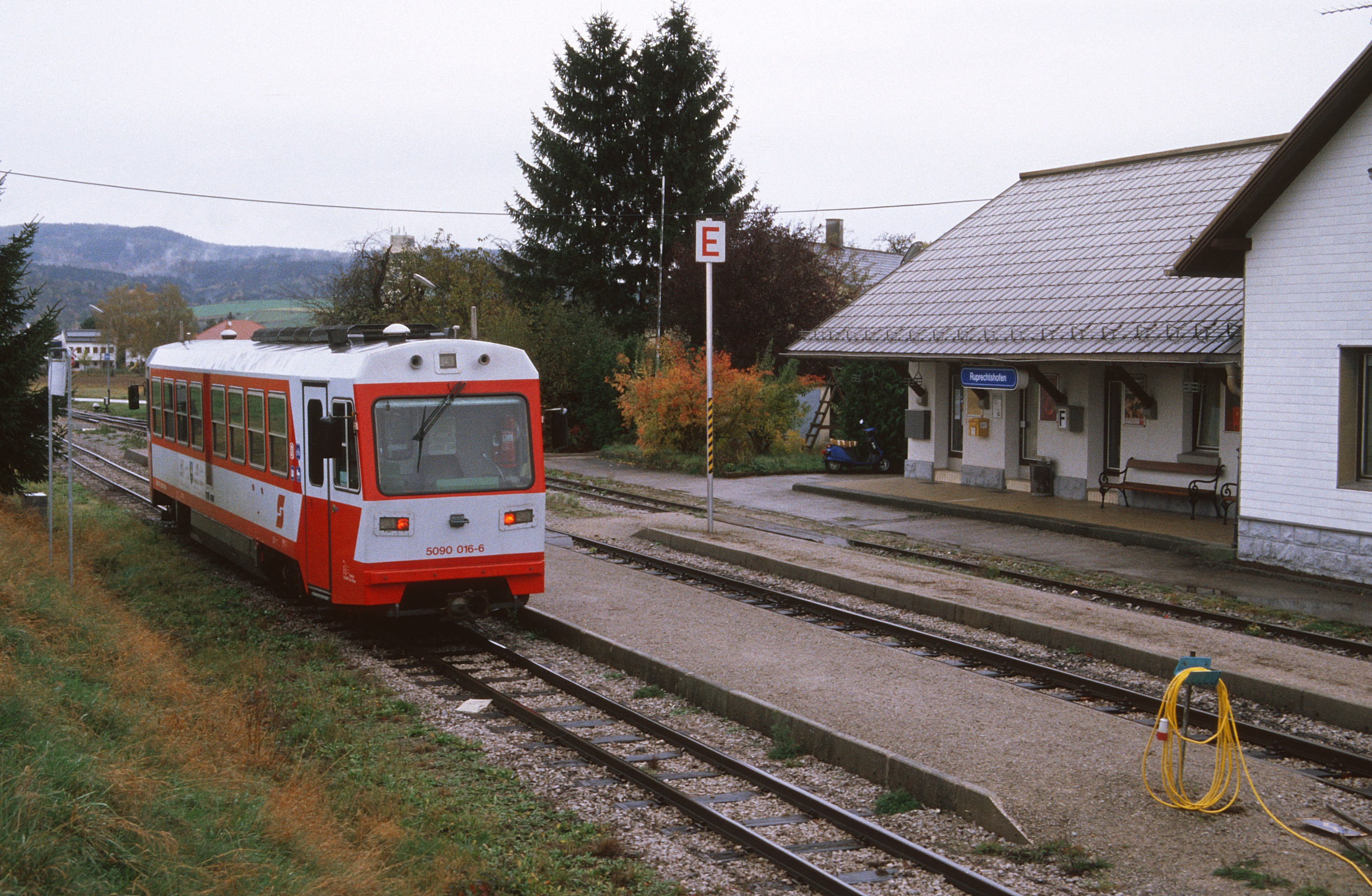
Estación de Ruprechtshofen, 2000.

Desde mediados de la década de 1990, se planificó una medida de capacidad y eficiencia en el transporte de mercancías y se decidió la conversión de la línea Wieselburg-Gresten a ancho estándar desprendido de la aclaración financiera de 1997. El volumen de carga aumentó desde unas 20.000 toneladas en 1984 a las 140.000 toneladas en 1997, el último año en que se operaría con la línea de ancho estrecho. El último tren de vía estrecha de mercancías salió el día 3 de abril de 1998. Fue un tráfico especial con la locomotora Mh6, y con la supresión de la vía estrecha se empezó a construir inmediatamente con ancho estándar. Durante la reconstrucción, el transporte para la industria de Gresten se hizo alternativamente a través del ferrocarril de Erlauft, y desde la estación de Neubruck por carretera. El ancho de vía estándar fue recortado con un radio de 150 metros con dos excepciones, la velocidad máxima se fijó en 40 km/h. Los centros de carga se instalaron en Steinakirchen am Forst, Wang, Randegg-Franz Reith y Gresten. Como no se consiguió una recuperación de tráfico de pasajeros, se abandonaron las otras paradas. El 16 de noviembre de 1998 salió el primer tren de mercancías de ancho estándar. En las operaciones de control de trenes, el tráfico se seguirá tratando cómo si fuera de gálibo estrecho. A finales de 1998 se interrumpió el tráfico de mercancías de vía estrecha del "Krumpe" y del ferrocarril de Mariazell conjuntamente.
El sector de vía al este de Wieselburg había perdido con su conversión como vía de alto rendimiento "Grestner" su función de vía de acceso de mercancías por St. Pölten. El tráfico de pasajeros entre Ruprechtshofen y Wieselburg antes era solo moderadamente aceptado, una reconversión de horarios llevó de nuevo a un éxodo de pasajeros hacia otros medios de transporte, y desde el 15 de febrero del 2000 la ruta fue operativa con un servicio de autobuses que lo reemplazaban. El 14 de diciembre de 2003, el tráfico entre Mank y Ruprechtshofen se suspendió. El tráfico de pasajeros del resto de la línea, el sector de Ober-grafendorf a Mank se continuó haciendo con automotores de la serie 5090, incluso se llevaron a cabo viajes directos desde Mank hasta St. Pölten. En enero de 2010, se decidió desde el Estado de Baja Austria que el ramal del Krumpe se daría de baja con fecha 1 de enero de 2011. No se sabía si el ramal entre Ober-grafendorf y Mank continuaría operativo o se cerraría definitivamente, pero permaneció abierto durante mucho tiempo, y finalmente el 11 de diciembre de 2010 se cerró. Desde entonces, las localidades del conjunto de la ruta han sido servidas por autobuses.

### Actualidad
En 2005, se presentaron los primeros conceptos turísticos como un ferrocarril con dresinas, y se realizaron a partir de abril de 2011 en la sección entre Ruprechtshofen y Wieselburg.
En el tramo entre Ober-grafendorf y Ruprechthofen, la reutilización no estaba clara durante mucho tiempo. El alcalde de Ober-Grafendorf quiere conseguir las vías y también ofrece para esta sección un transporte con bicicletas. Otras comunidades desean que se construya un carril bici en la línea del ferrocarril. En verano de 2015, finalmente, la sección Bischofstetten–Ruprechtshofen fue extraída. Entre Ober-Grafendorf y Bischofstetten se planea un tráfico de museo en cooperación con la empresa STYX Naturcosmetic y el club ferroviario Mh6. La sección Ruprechthofen – Wieselburg podría ser utilizada por bicicletas ferroviarias la temporada 2017. Sin embargo, dado que la sección de la línea Reisenhof-Lehen – Wieselburg fue desmantelada en octubre de 2017, desde la temporada 2018 solo se puede conducir entre Ruprechthofen y Reisenhof-Lehen.

## Accidente de 2016
El 19 de octubre de 2016, cinco vagones de carga vacíos, parte de ellos de 4 ejes de teleros, rodaron desde Randegg, en la línea Gresten-Wieselburg, probablemente por un espacio de 20 minutos a lo largo de una distancia de 10-12 km, y colisionaron alrededor de las 11:45 h (hora de centro-Europa) en Wieselburg, cerca de la estación de tren y la fábrica de cerveza con el tren regional 7012 que consistía en dos coches, que viajaba desde St. Pölten, por Wieselburg a Scheibbs. 4 personas resultaron gravemente heridas y 8 de forma leve. El ferrocarril del Erlaub se puso de nuevo en funcionamiento a partir del 20 de octubre a las seis en punto.

## Descripción de la ruta
El ferrocarril local circula por los cerros de los Alpes de la Baja Austria a través de una región que es principalmente agrícola. Entre Ober-Grafendorf y Wieselburg atraviesa varios valles desde las estribaciones de los Alpes hacia el norte hasta el Danubio. Esto requirió varios cambios de pendiente y diversas secciones de rampa.

### Ober-Grafendorf–Mank

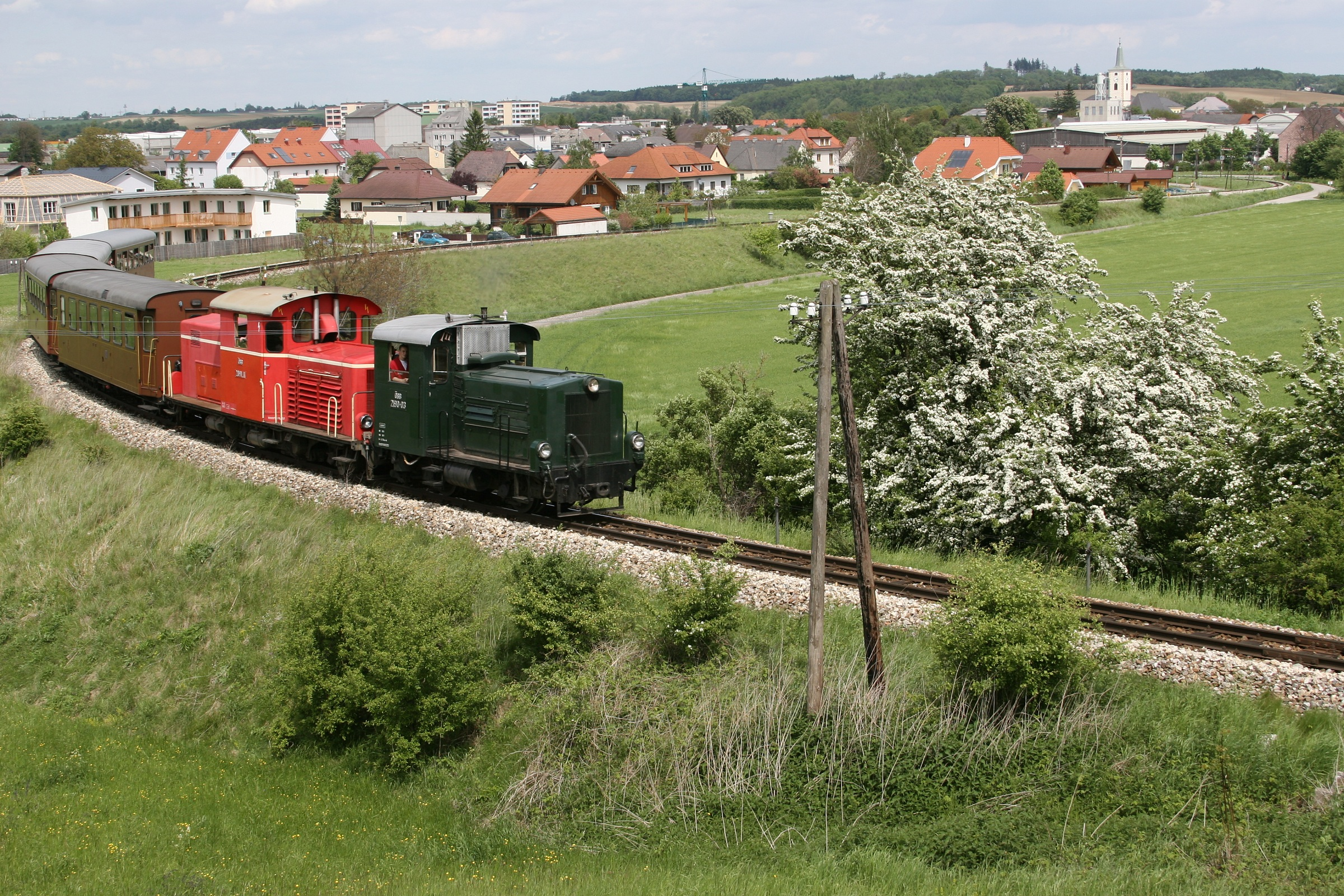
Tren especial con 2190.03 y 2091.11 en la rampa de Ober-Grafendorf.

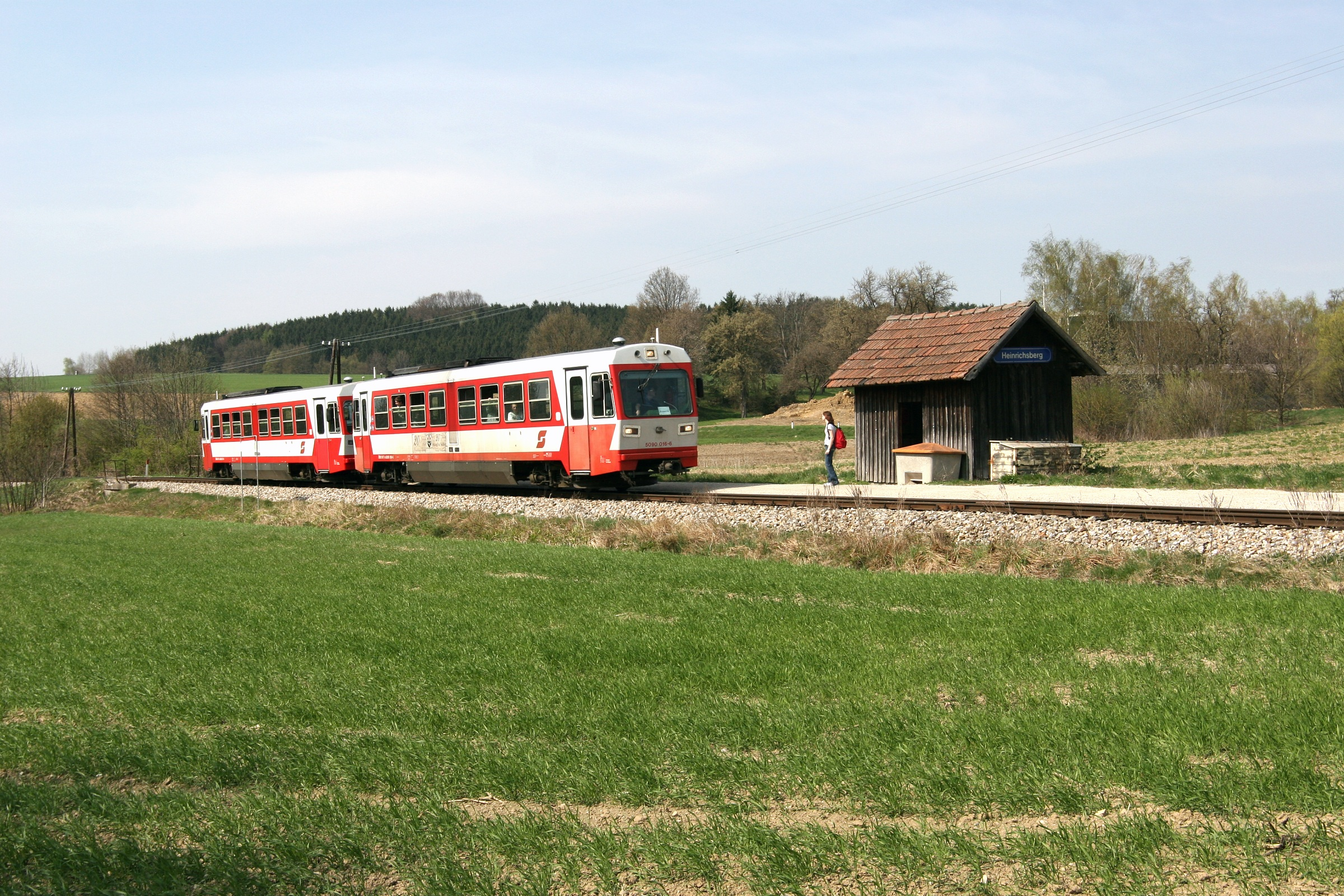
Dos automotores de la serie 5090 en la parada de montaña de Heinrich.

El punto de partida del ramal llamado "Krumpe" es la estación de Ober-Grafendorf del ferrocarril a Mariazell. En ella está la única rotonda que existe en Austria en un ferrocarril de vía estrecha, que era el centro operativo del ferrocarril local hasta la disolución del servicio. Desde 1987, es la sede de la asociación ferroviaria Club Mh.6, en agosto de 2008, el castillo de agua (Heizhausensemble) se convirtió en monumento catalogado.
El tren sale de la estación de Ober-Grafendor mediante una curva a derechas en dirección oeste, e inmediatamente en una pronunciada pendiente con una contracurva tiene que superar un peldaño del terreno del valle de Pielach. En contraste con la línea de Mariazell, que atraviesa la planicie en una larga recta, esta es "torcida" –en el dialecto local "krumpe"–  que ha dado su nombre coloquial a la línea. Inmediatamente después, la ruta desciende hacia el valle de Sierning, afluente del Pielach, que sigue en dirección oeste durante los siguientes kilómetros. El ferrocarril pasa por St. Margarethen an der Sierning, Bischofstetten y Kilb. Entre Kilb y la parada Heinrich Berg supera la divisoria de aguas entre dos riachuelos, y después de 18 kilómetros llega a la ciudad de Mank.

### Mank–Wieselburg an der Erlauf

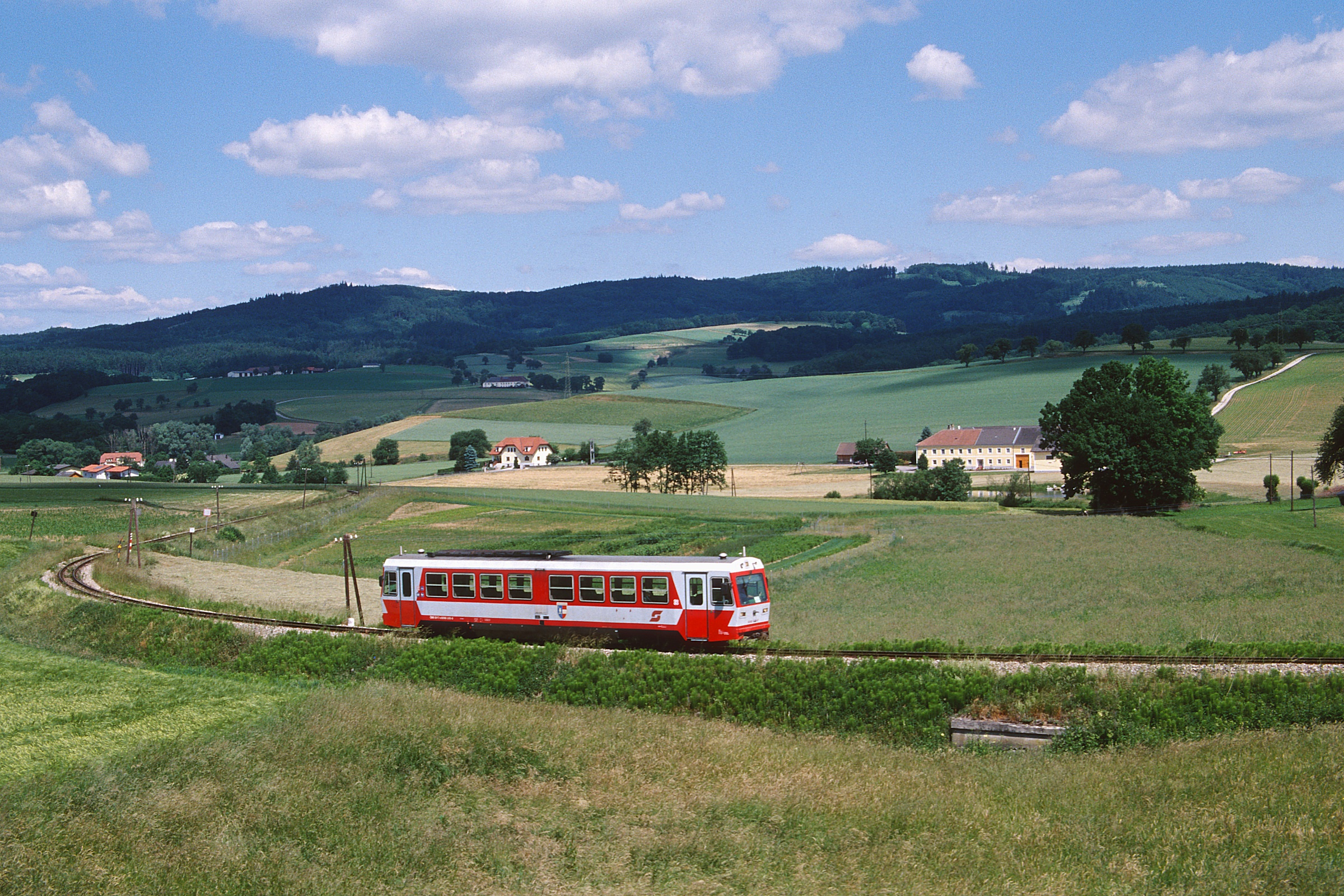
Automotor de serie 5090 a Sant Leonhard am Forst, marzo de 2003.

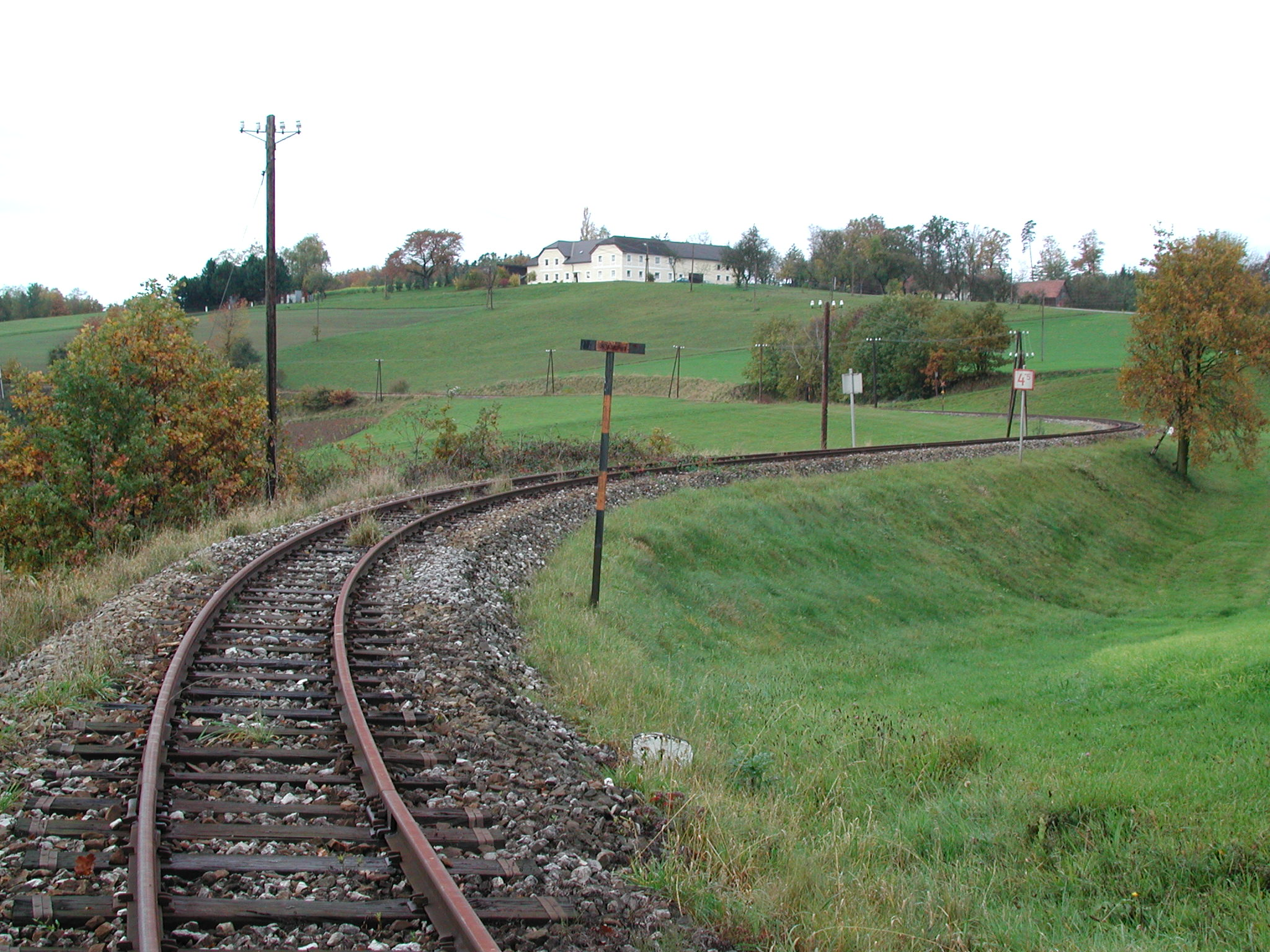
Las 27 milésimas de la rampa Grabenegg-Reinberg (noviembre de 2000).

Las vías de Mank, cerrada durante un tiempo y todavía puestas, son las más antiguas del trazado. Después de la estación de Mank la línea de ferrocarril se acerca al valle de Mank, sigue este pero no directamente, sino a través de un terreno ondulado al sur del río y se acerca a la ciudad mercantil de Sant Leonhard am Forst, que tiene la estación en el extremo norte. El tren cruza Melk y poco después Ruprechthofen. Aquí hay una rotonda para locomotoras, que ya no se utilizaba durante los últimos años de funcionamiento.
En 1927, al inaugurarse la sección, se llega a Wieselburg sin pueblos y solo con tres paradas para el tráfico de pasajeros, que servían esencialmente a casas dispersas. Entre las paradas Grabenegg-Rainberg y Reisenhof-Lehen era necesario atravesar la divisoria de aguas entre los valles de Melk y Erlauf. En este tramo, el trazado tiene una pendiente máxima de 27 milésimas, comparable con las fuertes rampas del ferrocarril de montaña de Mariazell. Antes de Wieselburg, el ferrocarril local cruza el río Erlauf por el puente más grande de la línea. En la estación de Wieselburg an der Erlauf, había unas amplia instalaciones ferroviarias y de transbordo de mercancías con el ferrocarril del valle del Erlaub sobre carretones en primera instancia y vagones portadores después, así como otra rotonda de vapor.

### Wieselburg an der Erlauf–Gresten
Desde Wieselburg desde el año 1998, la vía de ancho estándar sigue el pequeño Erlaub, afluente del Erlaub. En primer lugar, llega al mercado de Steinakirchen am Forst, a partir de aquí el valle se hace visiblemente más estrecho. El paisaje ya cambia significativamente, es claramente más oscuro, lo que garantiza un transporte pesado de mercancías derivadas de la madera y del transporte. Por Wang y Perwarth el tren sigue el curso del río aguas arriba en dirección sudoeste, profundizándose en las estribaciones de los Alpes. En Randegg el valle, y con él la vía, gira en dirección sudeste, tras 4 kilómetros se consigue llegar a Gresten, que es el final de línea. El lugar que, en el momento de la construcción del ferrocarril, tenía una cierta importancia como estación de verano, desde los años 80 del siglo XX también tiene importancia por una industria de nivel regional, las vías conducen directamente a la fábrica.

## Literatura
- Josef Otto Slezak, Hans Sternhart: Renaissance der Schmalspurbahn in Österreich. Internationales Archiv für Lokomotivgeschichte, Band 36, ZDB-ID 256348-4. Slezak, Wien 1986, ISBN 3-85416-097-6.
- Walter Krobot, Josef Otto Slezak, Hans Sternhart: Schmalspurig durch Österreich. Geschichte und Fahrpark der Schmalspurbahnen Österreichs. 327 Fotos, 1063 Fahrzeugskizzen, 23 Streckenpläne, 36 Bahnhofspläne, 11 Typenzeichnungen. 4. Auflage. Internationales Archiv für Lokomotivgeschichte, Band 3, ZDB-ID 256348-4. Slezak, Wien 1991, ISBN 3-85416-095-X.
- Markus Strässle: Schmalspurbahn-Aktivitäten in Österreich. Internationales Archiv für Lokomotivgeschichte, Band 43, ZDB-ID 256348-4. Slezak, Wien 1997, ISBN 3-85416-184-0.
- Peter Wegenstein (Texto), Helmut Bogner (Fotogr.): Mariazellerbahn und „Krumpe“. Dieser Band behandelt die Strecken St. Pölten Hauptbahnhof–Gußwerk und Ober Grafendorf–Wieselburg an der Erlauf–Gresten. Bahn im Bild, Band 204, ZDB-ID 52827-4. Verlag Pospischil, Wien 1999, OBV.
- Hans Peter Pawlik: Technik der Mariazellerbahn. Internationales Archiv für Lokomotivgeschichte, Band 46, ZDB-ID 256348-4. Slezak, Wien 2001, ISBN 3-85416-189-1.
- Horst Felsinger, Walter Schober: Die Mariazellerbahn. Pospischil, Wien 1971, 1973, 1979, 2002, OBV.
- Wolfdieter Hufnagl: Die Niederösterreichischen Landesbahnen. Transpress, Stuttgart 2003, ISBN 3-613-71214-8.

## Enlaces web
- Mostviertler Schienenradl
- Amigos del ferrocarril de Mariazell: Die Mariazellerbahn. mariazellerbahn.at, 13. diciembre de 2011; recuperado el 25 de diciembre de 2013.
- Krumpe wird verkauft
- Thomas Zeller: Kurzfilm über die Krumpe